# Bupalus flava
Bupalus flava är en fjärilsart som beskrevs av Barend J. Lempke 1970. Bupalus flava ingår i släktet Bupalus och familjen mätare. Inga underarter finns listade i Catalogue of Life.